# Bryson Fonville
Bryson Fonville (Greensboro, 26 maggio 1994) è un ex cestista statunitense.